# Асанов, Касим Абуович
Касым Абуович Асанов, другой вариант имени — Карим (каз. Қасым Әбуұлы Асанов; 1 января 1931, аул Утера, Курмангазинский район, Киргизская АССР, РСФСР, СССР — 12 мая 2008) — казахский учёный в области пастбищного хозяйства, Герой Социалистического Труда (1965). Академик ВАСХНИЛ (1988). Академик национальной академии Казахстана (1996). Впервые в Казахстане стал заниматься научными исследованиями и производственными работами по освоению и культивации пастбищ и сенокосов. Основал первый в Казахстане и Средней Азии дендропарк.

## Биография
Родился 1 января 1931 года в селе Утера (сегодня — Бирлик) Курмангазинского района, Киргизская АССР. Отец — Абу Асанов работал капитаном рыболовецкого судна на Каспии, затем директором совхоза.
Юношеские годы провёл в селе Таскала Балыкшинского района Гурьевской области. В 1947 году окончил Казахский сельскохозяйственный институт. С 1952 года работал главным специалистом в Мангистауском РСХИ. В 1953 году окончил Московскую сельскохозяйственную академию имени К. А. Тимирязева. В том же году вступил в КПСС.
В 1955 году назначен директором Чиликского табаксовхоза Алма-Атинской области. В 1965 г. избран председателем колхоза имени XXII съезда КПСС Талды-Курганского района Талды-Курганской области, заменив Героя Социалистического Труда Нурмолду Алдабергенова. Был председателем колхоза до 1969 года.
Урожайность сахарной свёклы увеличилась до 529 центнеров с гектара. В 1965 году колхоз выполнил план на 132 %. За высокие показатели в сельском хозяйстве Касым Асанов был удостоен в 1965 году звания Героя Социалистического Труда.
В 1966 году колхоз имени XXII съезда КПСС увеличил площадь сахарной свёклы до 1080 гектаров и собрал по 471 центнера с га. В 1966 году колхоз собрал 467,5 тысяч центнеров сахарной свеклы при плане 415 тысяч центнеров. Удой молока от коровы составил 2987 кг. За высокие показатели колхоз имени XXII съезда КПСС при руководстве Касыма Асанова был награждён орденом Трудового Красного Знамени. Будучи директором колхоза, избирался депутатом Чимкентского областного совета народных депутатов и членом пленума Чимкентского обкома КПСС.
С 1969 по 1973 год старший научный сотрудник Московской сельскохозяйственной академии, в которой в 1972 году защитил диссертацию на степень доктора наук. С 1973 по 1987 год директор Чимкентской опытной станции, директор Чимкентского совхоза-техникума. Основал в Чимкенте дендрологический парк, который сегодня включает более 210 тысяч видов растений. С 1987 по 2003 год директор научно-производственного объединения «Корма и пастбища».
В 1988 году избран академиком ВАСХНИЛ. С 2003 года главный научный сотрудник научно-производственного центра при Министерстве сельского хозяйства Казахстана. По инициативе Касыма Асанова было воссоздано проектно-строительная организация «Казпастбище».
Умер 12 мая 2008 года.
Дочери Гульсим, Джамила, Дания.Внук Тимур , правнуки Амир-Касим ,Самина, Айла

## Сочинения
Написал более 150 научных работ по пастбищному хозяйству.
- Наука в колхозе. — Алма-Ата: Кайнар, 1967. — 147 с.
- Сахарная свекла на орошаемых землях. — М.: Колос, 1971. — 216 с.
- Кормовая база Южного Казахстана / соавт. В. М. Денисов. — Алма-Ата: Кайнар, 1981. — 168 с.
- Кормопроизводство с основами земледелия: учеб. пособ. для с.-х. техникумов и совхозов-техникумов по спец. «Зоотехния». — Алма-Ата: Кайнар, 1984. — 266 с.
- Резервы повышения урожайности сельскохозяйственных культур в Южном Казахстане: сб.ст. / ред. К. А. Асанов; Чимкент. обл. с.-х. оптыт. станция. — Алма-Ата: Кайнар, 1985. — 179 с.
- Пастбищное хозяйство Казахстана: учеб. для вузов. — Алма-Ата: Гылым, 1992. — 394 с.
- Практикум по пастбищному хозяйству: учеб. для высш. с.-х. заведений. — Алма-Ата: Гылым, 1994. — 242 с.

## Награды
- Орден «Знак Почёта» (1958);
- Медаль «За освоение целинных земель» (1958);
- Герой Социалистического Труда — указом Президиума Верховного Совета СССР от 31 декабря 1965 года;
- Орден Ленина (1965);
- Орден Трудового Красного Знамени (1976);
- Орден Октябрьской Революции (1981);
- Орден Дружбы народов (1986);
- Орден Парасат (2007, посмертно)
- Почётный гражданин Алматинской области.